# Зеленцы (Красноярский край)
Зеленцы — деревня в Ачинском районе Красноярского края России. Входит в состав Причулымского сельсовета. Находится севернее реки Околь (приток Чулыма), примерно в 28 км к северо-западу от районного центра, города Ачинск.

## Население
| 2010 |
| ---- |
| 7    |

Гендерный состав
По данным Всероссийской переписи населения 2010 года 6 мужчин и 1 женщина из 7 чел.
При проведении переписи 2002 года население деревни учитывалось в составе деревни Слабцовка.